# Maravat
Maravat é uma comuna francesa na região administrativa de Occitânia, no departamento de Gers. Estende-se por uma área de 6,46 km². Em 2010 a comuna tinha 42 habitantes (densidade: 6,5 hab./km²).